# Ioannis Agatzanián
Ioannis Agatzanián –en griego, Ιωάννης Αγκατζανιάν; en armenio, Վարդան Աղաջանյան, Vardan Agadzhanián– (21 de marzo de 1971) es un deportista griego de origen armenio que compitió en lucha grecorromana. Ganó tres medallas en el Campeonato Europeo de Lucha entre los años 1994 y 1996.
Participó en los Juegos Olímpicos de Atlanta 1996, ocupando el octavo lugar en la categoría de 48 kg.

## Palmarés internacional
| Campeonato Europeo | Campeonato Europeo | Campeonato Europeo | Campeonato Europeo |
| Año                | Lugar              | Medalla            | Categoría          |
| ------------------ | ------------------ | ------------------ | ------------------ |
| 1994               | Atenas (Grecia)    | Medalla de bronce  | 48 kg              |
| 1995               | Besanzón (Francia) | Medalla de oro     | 48 kg              |
| 1996               | Budapest (Hungría) | Medalla de plata   | 48 kg              |